# Северцево
Северцево — село в Приволжском районе Ивановской области, входит в состав Плёсского городского поселения.

## География
Расположено и в 15 км на северо-восток от райцентра города Приволжск, на юго-западе примыкает к городу Плёсу. 

## История
С 1977 года село являлось центром Плесского сельсовета Фурмановского района, с 1983 года — в составе Приволжского района, с 2005 года — в составе Плёсского городского поселения.

## Население
| 2002 | 2010 |
| ---- | ---- |
| 598  | ↗635 |

## Инфраструктура
В селе находится Плёсский колледж бизнеса и туризма.